# Quadre Lollis
Quadre Lollis (* 12. April 1973 in Gary, Indiana) ist ein ehemaliger US-amerikanischer Basketballspieler, der als Profi in Europa spielte. Zuletzt spielte er in der ProA 2011/12 für die Gloria GIANTS aus Düsseldorf.

## Leben
Lollis studierte an der Montana State University in Bozeman und spielte für das Hochschulteam Bobcats in der Big Sky Conference der NCAA Division I. In seinem Abschlussjahr 1996 qualifizierten sich die Bobcats mit Lollis als MVP der Conference zum ersten Mal seit zehn Jahren wieder für die Meisterschaftsendrunde, verloren aber in der ersten Runde gegen Syracuse Orange. Anschließend war er für eine Spielzeit bei den mittlerweile aufgelösten Racers aus Omaha in der Continental Basketball Association aktiv.
1997 ging Lollis nach Europa und spielte zunächst eine Spielzeit im türkischen Bursa, worauf eine Spielzeit im belgischen Ostende folgte. 1999 kehrte er in die Türkiye Basketbol Ligi zurück und spielte in Istanbul für Galatasaray. Nach einer Saison wechselte er für zwei Spielzeiten zum Lokalrivalen Ülkerspor und wurde auf Anhieb im ersten Jahr Türkischer Meister. In seinem zweiten Jahr für Ülker spielte er zum ersten Mal in der EuroLeague, in der türkischen Meisterschaft reichte es nur zum zweiten Platz hinter Finalsieger Efes Pilsen Istanbul, der zuvor vier Jahre hintereinander in den Finals unterlegen war. Anschließend war er in Saison 2002/03 für Alba Berlin in der deutschen Basketball-Bundesliga aktiv und wurde mit den Berlinern Deutscher Meister und Pokalsieger. In den folgenden beiden Spielzeiten war er in Athen für AEK in der griechischen A1 Ethniki sowie in der Euroleague aktiv, so dass er in vier aufeinanderfolgenden Spielzeiten in der Euroleague für drei verschiedene Vereine spielte. In der Saison 2005/06 kehrte er zu Alba zurück, nach dem erneuten Pokalsieg und dem ersten Platz in der Hauptrunde verlor man jedoch das Play-off-Finale um die Meisterschaft gegen RheinEnergie Köln. Anschließend wechselte er zu dem italienischen Zweitligaaufsteiger Vanoli Soresina in der Provinz Cremona. Nach drei Jahren gelang dem Verein durch einen Sieg in den Zweitliga-Playoffs der Aufstieg in die Serie A. Lollis unterschrieb in der Spielzeit 2009/10 einen Vertrag bei EnBW Ludwigsburg in der BBL. Der Verein konnte sich jedoch erneut nicht für die Meisterschaft-Playoffs qualifizieren. Zur Saison 2010/11 kehrte Lollis in die italienische LegADue zurück und spielte in Rimini. Nach dem finanziellen Rückzug der Italiener nach dem Ende der Saison, wurde er in der folgenden Spielzeit im Dezember 2011 von den Gloria GIANTS Düsseldorf in der zweiten deutschen Liga ProA verpflichtet. Die Giants schafften jedoch die angestrebte Rückkehr in die höchste deutsche Spielklasse nicht und schieden in der Play-off-Halbfinalserie der ProA 2011/12 aus. Nach Saisonende verließ auch Lollis den Verein.